# Lucianovenator bonoi
Lucianovenator bonoi es la única especie conocida del género extinto Lucianovenator de dinosaurio terópodo celofísido, que vivió a finales del período Triásico, hace aproximadamente entre 210 a 202 millones de años desde el Noriense al Rhaetiense, en lo que es hoy Sudamérica.

## Descripción
Al igual que con otros neotrópodos, las vértebras cervicales de Lucianovenator poseen un complejo sistema de fosas y láminas o crestas que conectan el cuerpo o centro de cada vértebra, las placas articulares frontales y posteriores, llamadas precigapofísis y postcigapofísis respectivamente y las facetas de las costillas en superior e inferior, diáfisis y pleurafófisis entre sí. Aunque las vertrebras cervicales de Lucianovenator poseen muchas fosas, se pueden usar cuatro ejemplos particulares de fosas emparejadas, cuatro a cada lado de las vértebras, para distinguirlo de otros neoterópodos.
El primero de ellos es un hoyo profundo ubicado directamente en la base de cada prezigapófisis y el segundo es un hoyo más grande ubicado inmediatamente detrás de él. Estos dos hoyos están oscurecidos por una cresta conocida como lámina centrodiapofisaria prezigapofisaria, que conecta cada precigapófisis con cada diapófisis, y cada diapófisis con la parte posterior del centro. Una tercera fosa se encuentra en la parte posterior de la vértebra. También está oscurecida por el costado, esta vez por la lámina centropostzigapofiseal que conecta cada poscigófisis con la parte posterior del centro. Cada una de las terceras fosas se conecta a un par de grandes cavidades internas que se encuentran adyacentes al canal para la médula espinal. Esta combinación de características es exclusiva de Lucianovenator ya que ningún otro celofísidos posee todas estas características a la vez. El primer y el tercer par de fosas son similares a los de "Syntarsus" kayentakatae, pero el segundo par no lo es. El tercer par se conecta a las cavidades internas en Coelophysis bauri, pero también lo hace el primer par, a diferencia del caso de Lucianovenator. Otro de los rasgos distintivos de Lucianovenator es que las costillas cervicales anteriores son muy largas, más de cinco veces más que los centros cervicales.
El cuarto par diagnóstico de fosas cervicales en Lucianovenator es también la única autapomorfia, o rasgo distintivo único, del género. Lucianovenator es único en el hecho de que el borde de cada lámina centrodiapofisaria, que conecta cada diapófisis al centro, adquiere un hoyo largo y profundo, que se vuelve progresivamente más largo y más profundo hacia la base del cuello. En la vértebra cervical 9, el hoyo tiene casi toda la longitud de la lámina centrodiapofisaria, y es tan profundo que no es completamente visible desde un lado.

## Descubrimiento e investigación
El espécimen holotipo, PVSJ 906, de Lucianovenator bonoi fue hallado en la localidad "Quebrada del Puma" en la Formación Quebrada del Barro en Argentina, descubierta en el año 2014 por el paleontólogo de la Universidad Nacional de San Juan Ricardo N. Martínez y su equipo. La edad de la Formación Quebrada del Barro se estima que data de las épocas del Noriense al Rhaetiense, hace aproximadamente 210 a 202 millones de años. PVSJ 906 se compone de una secuencia vertebral articulada desde la tercera vértebra cervical hasta la cuarta vértebra dorsal, así como el sacro y una pelvis parcial. Adicionalmente, fueron referidos tres especímenes más a Lucianovenator. Estos incluyen a PVSJ 899, (un sacro y una pelvis parcial, PVSJ 1013, un sacro y PVSJ 1084, un sacro y pelvis parcial. PVSJ 1004, el extremo proximal de una tibia derecha, puede pertenecer también a este género.
El nombre del género, Lucianovenator se traduce como "cazador de Luciano", en referencia a don Luciano Leyes, quien fue el primero en reportar los restos. El nombre de la especie, bonoi se refiere a Tulio del Bono, una autoridad científica local quien colaboró en la investigación de los descriptores. Es uno de los pocos neoterópodos conocidos de América del Sur.

## Clasificación
Un análisis filogenético fue publicado junto con la descripción de Lucianovenator asignó este género a la familia Coelophysidae, en un clado junto con Coelophysis rhodesiensis y Camposaurus. Este clado está respaldado por una sola característica, el hecho de que las cigófitas de las vértebras sacras están fusionadas. Este artículo sugiere también que la relativa rareza de los terópodos en los depósitos del Rhaetiense en comparación con los del Noriense puede ser resultado de un sesgo tafonómico en lugar de deberse a un declive en diversidad.